# Anna Prucnal

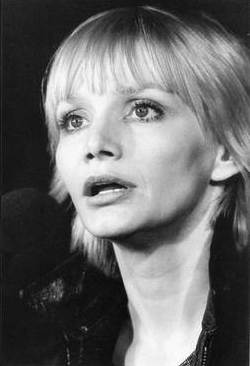
Anna Prucnal

Anna Magdalena Prucnal-Michaud (sinh ngày 17 tháng 12 năm 1940) là một diễn viên và ca sĩ người Ba Lan.

## Sự nghiệp
Năm 1962, Prucnal ra mắt trong bộ phim "Slăntzeto i siankata" (Mặt trời và bóng tối). Bà chuyển đến Pháp vào năm 1970 và bắt đầu sự nghiệp sân khấu.
Trong thập niên 1970, bà phát triển sự nghiệp ca sĩ. Album "Dream of West, Dream of East" của Prucnal ban đầu rất nổi tiếng ở Pháp, sau đó ở Bỉ, trên toàn thế giới và cuối cùng là ở Warsaw vào năm 1989.